# Kazimierz Halicki (wojskowy)
Kazimierz Bolesław Józef Halicki (ur. 3 marca 1894 w Sztabinie, zm. 22 września 1973 w Londynie) – podpułkownik kawalerii Wojska Polskiego, działacz niepodległościowy, kawaler Orderu Virtuti Militari.

## Życiorys
Urodził się 3 marca 1894 roku w Sztabinie, w ówczesnym powiecie augustowskim guberni suwalskiej, w rodzinie Adama i Celestyny z Fiłonowiczów. Początkowo uczył się w Gimnazjum w Mariampolu, a po strajku szkolnym kontynuował naukę w siedmioklasowej polskiej Szkole Handlowej w Suwałkach. W 1909 roku wstąpił do „Zarzewia”. Szkołę ukończył w 1912 roku, a w następnym roku zdał egzamin maturalny w Tule i jesienią rozpoczął studia w Instytutu Gospodarstwa Wiejskiego i Leśnictwa. W styczniu 1914 roku zrezygnował z działalności w „Zarzewiu” i wstąpił do Związku Strzeleckiego.
1 października 1914 roku zgłosił się do armii rosyjskiej. Po ukończeniu Oficerskiej Szkoły Kawalerii w Elizawetgradzie (ros. Елисаветградское кавалерийское училище) został wcielony do 2 Pskowskiego Pułku Lejbdragonów. W 1915 roku został przeniesiony do 15 Sandomierskiego Pułku Kawalerii Straży Granicznej (ros. 15-й Сандомирский пограничный конный полк). W 1917 roku wstąpił do organizującego się polskiego 2 Pułku Ułanów. W jego szeregach walczył przeciwko bolszewikom i został odznaczony amarantową wstążką. W 1918 roku, po demobilizacji I Korpusu Polskiego w Rosji, przyjechał do Augustowa, gdzie zorganizował i prowadził szkołę podoficerską Polskiej Organizacji Wojskowej.
W listopadzie 1918 roku przyjechał do Warszawy i wstąpił do odtwarzanego 2 Pułku Ułanów. W szeregach tego oddziału walczył na wojnie z bolszewikami. 19 lipca 1920 roku objął dowództwo kombinowanego szwadronu, utworzonego z innych szwadronów pułków, liczącego 140 szabel oraz uzbrojonego w dwa karabiny maszynowe. Dowodzony przez niego pododdział został przydzielony do 29 Brygady Piechoty Wielkopolskiej. Wyróżnił się 23 sierpnia 1920 roku prowadząc wywiad z Kolna na Szczuczyn. Pod wsią Wiszowate natknął się większy oddział piechoty nieprzyjacielskiej z artylerią. Nie bacząc na silny ogień kar. ręcznych, maszynowych i artylerii rotmistrz Halicki rozwija szwadron i brawurową szarżą niszczy nieprzyjacielską piechotę, bierze 77 jeńców i 3 karabiny maszynowe. Jeszcze nie zatrzymując się na czele szwadronu wpada na baterię nieprzyjacielską i zdobywa 4 działa. 27 sierpnia 1920 roku został zatwierdzony z dniem 1 kwietnia 1920 roku w stopniu rotmistrza, w kawalerii, w grupie oficerów byłych Korpusów Wschodnich i byłej armii rosyjskiej. Na początku września w okolicy Chełma dołączył do pułku. W styczniu 1921 roku dowodził 3. szwadronem pułku.
21 lutego 1922 został przeniesiony do 20 Pułku Ułanów w Rzeszowie na stanowisko zastępcy dowódcy pułku, a następnie dowódcy II dywizjonu. 3 maja 1922 roku został zweryfikowany w stopniu majora ze starszeństwem od 1 czerwca 1919 roku i 111. lokatą w korpusie oficerów jazdy (od 1924 roku – kawalerii). W grudniu 1923 roku został przeniesiony do 8 Pułku Ułanów w Krakowie, a w listopadzie następnego roku przydzielony do Centralnej Szkoły Kawalerii w Grudziądzu na stanowisko instruktora. W lipcu 1926 roku został wyznaczony na stanowisko komendanta Szkoły Podchorążych Rezerwy Kawalerii w Grudziądzu z zadaniem zorganizowania szkoły i szkolenia. Z dniem 1 sierpnia 1927 roku został przeniesiony do 7 Pułku Ułanów w Mińsku Mazowieckim na stanowisko zastępcy dowódcy pułku. 12 kwietnia 1927 roku prezydent RP nadał mu stopień podpułkownika z dniem 1 stycznia 1927 roku i 17. lokatą w korpusie oficerów kawalerii. W marcu 1929 roku został przeniesiony do 24 Pułku Ułanów w Kraśniku na stanowisko dowódcy pułku. 26 listopada 1932 roku został przeniesiony na stanowisko rejonowego inspektora koni w Kaliszu, a w kwietniu 1934 roku na takie samo stanowisko w Warszawie. W marcu 1939 roku pełnił służbę na stanowisku przewodniczącego Komisji Remontowej Nr 1 w Warszawie.
1 września 1939 roku przybył do Hrubieszowa i objął dowództwo nad organizującym się Ośrodkiem Zapasowym Kawalerii „Hrubieszów” . W czasie kampanii wrześniowej dowodził improwizowanym oddziałem nazywanym „zgrupowaniem kawalerii ppłk. Halickiego” . 25 września 1939 roku pod Rawą Ruską dostał się do niemieckiej niewoli i został skierowany do stacji zbornej w Jarosławiu . Później przebywał w Oflagu VII A Murnau. W 1945 roku, po uwolnieniu z niewoli, wyjechał do Anglii i pozostał na emigracji . Zmarł 22 września 1973 roku w Londynie.
Był żonaty. Miał dwóch pasierbów: Juliana Kazimierza (ur. 5 listopada 1916) i Kazimierz Edwarda (ur. 2 lutego 1918).

## Ordery i odznaczenia
- Krzyż Srebrny Orderu Wojskowego Virtuti Militari nr 4015 – 30 czerwca 1921[36][1][37][38][39]
- Krzyż Walecznych czterokrotnie[40][41] (po raz drugi i trzeci za walki w Grupie Operacyjnej płk. Przeździeckiego[42])
- Złoty Krzyż Zasługi – 10 listopada 1928 „w uznaniu zasług, położonych na polu pracy w poszczególnych działach wojskowości”[43][44]
- Amarantowa wstążka[40]
- Medal Niepodległości – 16 marca 1933 „za pracę w dziele odzyskania niepodległości”[45][40][46][47][48]
- Medal Pamiątkowy za Wojnę 1918–1921[49]
- Medal Dziesięciolecia Odzyskanej Niepodległości[49]
- Medal Zwycięstwa[50][51]

## Twórczość
- Relacja dowódcy ośrodka zapasowego Wołyńskiej BK i zgrupowania kawalerii w kampanii wrześniowej. „Przegląd Kawalerii i Broni Pancernej”. 35, 1962. Londyn.brak numeru strony